# Fern Hill
„Fern Hill“ je báseň velšského básníka Dylana Thomase. Poprvé byla zveřejněna v časopisu Horizon v říjnu 1945. Následujícího roku se dočkala prvního knižního vydání, a to ve sbírce Deaths and Entrances. Jde o autobiografickou báseň. Její název odkazuje k domu Fernhill, který se nachází u jihovelšské vesnice Llangain, a v němž Thomas ve dvacátých letech (jako dítě) trávil prázdniny. Na začátku básně se Thomas vyjadřuje právě k těmto návstěvám, později přechází k metaforám a nářku nad ztraceným mládím. Podle části jednoho z veršů byl pojmenován americký dramatický film s názvem Happy as the Grass Was Green. Americký skladatel John Corigliano báseň zhudebnil. Charles, princ z Walesu, nahrál v roce 2013 recitaci básně u příležitosti National Poetry Day.
V češtině báseň vyšla knižně poprvé v roce 1958 ve výboru Zvláště když říjnový vítr (SNKLHU) v překladu Jiřiny Haukové pod názvem „Kapradinový vrch“. Ve výboru Kapradinový vrch (Mladá fronta, 1965) vyšel revidovaný překlad pod stejným názvem. Pod stejným názvem báseň přeložil také Pavel Šrut pro výbor Svlékání tmy (Československý spisovatel, 1988).